# Dragomir Stoïnev
Dragomir Velkov Stoïnev (Драгомир Велков Стойнев, en bulgare), né le 6 mai 1976 à Tripoli, est un homme politique bulgare membre du Parti socialiste bulgare (BSP). Il est ministre de l'Économie entre le 29 mai 2013 et le 6 août 2014.

## Biographie

### Formation et vie professionnelle
Titulaire d'un diplôme en management et sciences économiques obtenu en 1999 à l'université de Cergy-Pontoise, il passe avec succès un baccalauréat universitaire en sciences économiques deux ans plus tard à l'université Paris-X Nanterre.
En 2002, il obtient un master 1 de l'université Panthéon-Sorbonne. Après avoir été expert auprès de la présidence de la République bulgare en 2005, puis de l'administration gouvernementale en 2006, il est conseiller économique du Premier ministre socialiste Sergueï Stanichev entre 2007 et 2009. À ce titre, il suit en 2007 des formations à l'École nationale d'administration (ENA) et l'Académie fédérale d'administration publique allemande.

### Activités politiques
Élu député à l'Assemblée nationale en 2009, il prend pendant les quatre ans de la législature la présidence de la commission parlementaire du Travail et de la Politique sociale. Il est réélu aux élections de 2013.

### Ministre de l'Économie
Le 29 mai 2013, il est nommé ministre de l'Économie et de l'Énergie dans le gouvernement de centre-gauche de Plamen Orecharski. Il est remplacé le 6 août 2014 par l'indépendant Vassil Schtonov.